# Saint-Martin-Osmonville
Saint-Martin-Osmonville är en kommun i departementet Seine-Maritime i regionen Normandie i norra Frankrike. Kommunen ligger i kantonen Saint-Saëns som tillhör arrondissementet Dieppe. År 2022 hade Saint-Martin-Osmonville 1 171 invånare.

## Befolkningsutveckling
Antalet invånare i kommunen Saint-Martin-Osmonville
| Referens: INSEE |